# Александров, Андрей Фёдорович
Андре́й Фёдорович Алекса́ндров (30 мая 1935, Москва — 20 сентября 2024) — советский и российский физик, специалист в области физики плазмы и физической электроники. Заведующий кафедрой физической электроники физического факультета МГУ. Доктор физико-математических наук, заслуженный профессор МГУ (2001). Лауреат двух Государственных премий СССР.

## Биография
Родился 30 мая 1935 года.
В 1959 году окончил физический факультет МГУ; в 1962 году — аспирантуру МГУ.
В 1965 году защитил кандидатскую диссертацию «Исследование взаимодействия квазистационарного электрического поля с плоским слоем плазмы»; в 1975 году — докторскую диссертацию «Физические процессы в сильноточных электроразрядных источниках света». В 1978 году присвоено звание профессора.
С 1961 года — работает на физфаке МГУ: ассистент, старший преподаватель, доцент, профессор кафедры общей физики; в 1986—2015 годах — заведующий кафедрой физической электроники; с 2015 года — главный научный сотрудник.
Скончался 20 сентября 2024.

## Научная деятельность
Научные интересы лежат в области электродинамики материальных сред, физики плазмы, кинетической теории плазмы и газов, физической электронике, релятивистской СВЧ электронике и технологий модификации свойств поверхности и наноматериалов.

## Общественная деятельность
- Член научного совета РАН по физике плазмы
- Член научного совета РАН по релятивистской электронике
- Председатель докторского диссертационного совета Д 501.001.66 при МГУ
- Член докторского диссертационного совета при ИОФ РАН
- Член редколлегий журналов «Радиотехника и электроника», «Вестник Московского университета. Серия 3. Физика, астрономия»
- Академик РАЕН

## Публикации
Автор более 250 научных статей в реферируемых журналах и нескольких книг и монографий:
- Александров А. Ф., Рухадзе А. А. Физика сильноточных источников света. М: Атомиздат, 1976
- Александров А. Ф., Богданкевич Л. С., Рухадзе А. А. Основы электродинамики плазмы. М: Высшая школа, 1978, 1988. (обложка, аннотация) Перевод на англ. язык: Alexandrov A.F., Bogdankevich L.S., Rukhadze A.A. Principles of Plasma Electrodynamics, Heidelberg: Springer Verlag, 1984
- Александров А. Ф., Богданкевич Л. С., Рухадзе А. А. Колебания и волны в плазменных средах. М: Изд. МГУ, 1990
- Александров А. Ф., Рухадзе А. А., Тимофеев И. Б. Динамика излучающей плазмы. М: Изд. МГУ, 1990
- Александров А. Ф., Галузо С. Ю. Физика сильноточных релятивистских электронных пучков. М: Изд. МГУ, 1991
- Александров А. Ф., Рухадзе А. А. Лекции по электродинамике плазмоподобных сред. М: Изд. МГУ, 1999
- Александров А. Ф., Петров В. И. (под ред.) Сборник задач компьютерного практикума. М: Изд. МГУ, 1999
- Александров А. Ф., Рухадзе А. А. Лекции по электродинамике плазмоподобных сред. Неравновесные среды. М: Изд. МГУ, 2002
- Александров А. Ф., Кузелев М. В. Радиофизика. Физика электронных пучков и основы высокочастотной электроники. М: Изд. КДУ, 2007

## Награды
- 1981 год — Государственная премия СССР;
- 1989 год — Ломоносовская премия МГУ;
- 1991 год — Государственная премия СССР;
- 1997 год — Ломоносовская премия МГУ;
- 1995 год — Заслуженный деятель науки Российской Федерации[1];
- 2001 год — заслуженный профессор МГУ;
- 2005 год — Медаль ордена «За заслуги перед Отечеством» II степени[2].